# Standards of Triumph
Standards of Triumph – album studyjny Arditi, wydany w marcu 2005 roku przez wytwórnię Equilibrium Music. 

## Lista utworów
1. "Standards of Triumph" - 04:32
2. "Ploughshares Into Swords" - 04:18
3. "Deathmarch" - 04:16
4. "Legionaries" - 04:24
5. "The Absolute Essence" - 03:16
6. "That Day of Infamy" - 04:46
7. "Blood, All Blood" - 04:31
8. "Veer and Perish" - 03:11
9. "The Sinking Ship" - 05:41